# Вольбром
Во́льбром (пол. Wolbrom, нім. Wolfram, Wohlborn) — місто в південній Польщі, на Краківсько-Ченстоховській височині.
Належить до Олькуського повіту Малопольського воєводства.

## Демографія
Демографічна структура станом на 31 березня 2011 року:
|          | Загалом | Допрацездатний вік | Працездатний вік | Постпрацездатний вік |
| -------- | ------- | ------------------ | ---------------- | -------------------- |
| Чоловіки | 4337    | 762                | 3118             | 457                  |
| Жінки    | 4676    | 749                | 2794             | 1133                 |
| Разом    | 9013    | 1511               | 5912             | 1590                 |